# Replay (песня Iyaz)
«Replay» — дебютный сингл британо-виргинского исполнителя Iyaz. Это первый сингл с его одноимённого дебютного альбома, выпущенного в 2009 году. В официальном ремиксе участвует американский рэпер Флоу Райда.

Сингл занял первое место в британском чарте синглов, где оставался в течение двух недель, пока его не обошёл сингл Owl City «Fireflies». На международном уровне сингл также возглавил чарты в Австралии, Израиле и Швейцарии и вошёл в топ-10 чартов во многих странах, включая Финляндию, Францию и США. Совокупное количество просмотров официального музыкального видео и приквела на YouTube в настоящее время превышает 400 миллионов.

## Композиция
Beluga Heights коллеги по лейблу Шон Кингстон, Джейсон Деруло написали песню в соавторстве с Ийязом, а также с владельцем лейбла Джонатаном Ротемом и дуэтом авторов песен Planet VI (в то время известным как Rock City). Это была вторая песня, которую Деруло, Кингстон и Ротем написали вместе. Первой была дебютная песня Деруло «Whatcha Say». Ротем также спродюсировал трек и упомянул себя в начале песни, использовав сэмпл со своей подписью «J-J-J-J-J.R.». Однако в ремиксе с Флоу Райдой говорится «BELUGA HEIGHTS», как и во втором сингле Деруло «In My Head». Ийяз ссылается на ныне не существующий MP3-плеер Apple.
Одиннадцать лет спустя, в июне 2020 года, песня снова стала вирусной в Сети, вызвав множество мемов. Она написана в тональности фа♯ минор и имеет темп 91.

## Позиции в чартах
Песня дебютировала в Великобритании под номером один 10 января 2010 года, продав более 106 000 копий за первую неделю, что является самым высоким показателем продаж за все новогодние релизы с тех пор, как Мишель Макманус продала 118 000 копий «All This Time» за аналогичную неделю в январе 2004 года. После двух недель на первом месте в UK Singles Chart и шести недель на вершине UK R&B Chart «Replay» сменили Owl City с «Fireflies» и Рианна с «Rude Boy», соответственно. Это была первая песня, выпущенная в 2010 году в Великобритании и получившая золотой статус с продажами более 400 000 экземпляров. В июне 2010 года было объявлено, что на тот момент «Replay» был третьим самым продаваемым синглом года в Великобритании. Кроме того, это была первая песня, занявшая первое место в 2010-х годах (не считая Леди Гаги с песней Bad Romance, которая также заняла первое место в 2009 году).
В США «Replay» удалось занять второе место в Hot 100 за одну неделю, уступив только «Tik Tok» Кеши. По состоянию на декабрь 2012 года, Replay было продано более четырех миллионов цифровых копий.

## Клип
В официальном музыкальном клипе Ийяз в наушниках слушает музыку на пляже. В других сценах Ийяз поёт на фоне Британских Виргинских Островов и веселится на пляже ночью. Режиссёром клипа стал Рок Джейкобс. Также был снят приквел с полноценными пляжными сценами с участием Ийяза и его возлюбленной, которую сыграла панамская модель Эстелита Кинтеро.

## Ремиксы
- «Replay» (official remix) (featuring Flo Rida)
- «Replay» (official remix #2) (featuring Sean Kingston, Nipsey Hussle, Bizzy Bone, and Rock City)
- «Replay» (DJ Suketu’s Call to Dhol mix) (remixed by DJ Suketu featuring Sagar Dhote)

## Влияние в культуре
В 2017 году норвежский продюсерский дуэт Davai выпустил кавер-версию в стиле EDM с новым вокалом Cire. Песня заняла 16-е место в норвежском чарте синглов. В 2022 году итальянский рэпер Шива выпустил сингл «Pensando a lei», в котором есть семпл из Replay. В 2019–2020 годах песня стала популярной как мем — ещё одна форма рикролла в социальных сетях и приложении TikTok.

## Чарты

### Недельные чарты
| Чарт (2009—2010)                    | Высшая позиция |
| ----------------------------------- | -------------- |
| Австралия (ARIA)                    | 1              |
| Австрия (Ö3 Austria Top 40)         | 3              |
| Бельгия/Фландрия (Ultratop 50)      | 3              |
| Бельгия/Валлония (Ultratop 50)      | 6              |
| Канада (Billboard Canadian Hot 100) | 5              |
| Чехия (Rádio — Top 100)             | 4              |
| Дания (Tracklisten)                 | 20             |
| Финляндия (Suomen virallinen lista) | 7              |
| Франция (SNEP)                      | 7              |
| Германия (GfK)                      | 7              |
| Венгрия (Rádiós Top 40)             | 28             |
| Ирландия (IRMA)                     | 2              |
| Израиль (Media Forest)              | 1              |
| Италия (FIMI)                       | 4              |
| Нидерланды (Dutch Top 40)           | 2              |
| Нидерланды (Single Top 100)         | 8              |
| Новая Зеландия (Recorded Music NZ)  | 2              |
| Норвегия (VG-lista)                 | 12             |
| Румыния (Romanian Radio Airplay)    | 3              |
| Россия Russia Airplay (TopHit)      | 29             |
| Шотландия (OCC Scotland)            | 1              |
| Испания (PROMUSICAE)                | 24             |
| Швеция (Sverigetopplistan)          | 23             |
| Швейцария (Schweizer Hitparade)     | 1              |
| Великобритания (OCC UK Singles)     | 1              |
| США (Billboard Hot 100)             | 2              |
| США (Billboard Adult Pop Airplay)   | 26             |
| США (Billboard Pop Airplay)         | 1              |
| США (Billboard Rhythmic)            | 1              |

### Годовые чарты
| Чарт (2009)              | Позиция |
| ------------------------ | ------- |
| США US Billboard Hot 100 | 83      |

| Чарт (2010)                          | Позиция |
| ------------------------------------ | ------- |
| Австралия (ARIA)                     | 15      |
| Австрия (Ö3 Austria Top 40)          | 48      |
| Бельгия (Ultratop Flanders)          | 28      |
| Бельгия (Ultratop Wallonia)          | 35      |
| Канада (Canadian Hot 100)            | 32      |
| Европа European Hot 100 Singles      | 19      |
| Франция (SNEP)                       | 58      |
| Германия (Official German Charts)    | 47      |
| Италия (FIMI)                        | 24      |
| Нидерланды (Dutch Top 40)            | 21      |
| Нидерланды (Single Top 100)          | 49      |
| Румыния (Romanian Top 100)           | 51      |
| Россия Russia Airplay (TopHit)       | 117     |
| Швейцария (Schweizer Hitparade)      | 14      |
| Великобритания UK Singles (OCC)      | 18      |
| США US Billboard Hot 100             | 25      |
| США US Mainstream Top 40 (Billboard) | 22      |
| США US Rhythmic (Billboard)          | 10      |

## Сертификация
| Регион | Сертификация  | Продажи    |
| --- | ------------- | ---------- |
| Австралия (ARIA) | 3× Платиновый | 210 000^   |
| Австрия (IFPI Austria) | Золотой       | 15 000*    |
| Бельгия (BEA) | Золотой       | 15 000*    |
| Дания (IFPI Danmark) | 2× Платиновый | 180 000    |
| Германия (BVMI) | 2× Платиновый | 600 000    |
| Италия (FIMI) | Платиновый    | 30 000*    |
| Япония (RIAJ) · Digital single | Золотой       | 100 000*   |
| Новая Зеландия (RMNZ) | Платиновый    | 15 000*    |
| Испания (PROMUSICAE) | Платиновый    | 60 000     |
| Великобритания (BPI) | 3× Платиновый | 1 800 000  |
| США (RIAA) | 3× Платиновый | 3 000 000* |
| * Данные о продажах приведены только на основе сертификации. · ^ Данные о тиражах приведены только на основе сертификации. · Данные о продажах + прослушиваниях приведены только на основе сертификации. |               |            |